# Ахмет Неџдет Сезер
Ахмет Неџдет Сезер (тур. Ahmet Necdet Sezer; Афјонкарахисар, 13. септембар 1941) био је 10. по реду председник Републике Турске. Велика народна скупштина Турске је Сезера изабрала године 2000. пошто је истекао седмогодишњи мандат Сулејмана Демирела.

## Биографија
Рођен је 1941. године у Афјону, а матурирао је 1958. у средњој школи у родном граду. Дипломирао је на правном факултету у Анкари 1962, те магистрирао на грађанском праву 1978. године. У међувремену је био судија у Анкари, одслужио војни рок у Војној пешадијској академији, да би се затим поновно посветио професионалној каријери судије у граду Дикле, а затим и помоћног судије на Вишем жалбеном суду у Анкари.
Дана 7. марта 1983. био је изабран за пуноправног судију на Вишем жалбеном суду, након чега га је 27. септембра 1988. тадашњи турски председник Кенан Еврен поставио за судију Уставног суда, највишег суда у Турској. Сезер је 6. јануара 1998. изабран за врховног судију Уставног суда.
Након дугих и безуспешних преговора о председничком кандидату, вође пет странака турског Велике народне скупштине сложили су се 5. маја 2000. око именовања Сезера на место председника који би наследио Сулејмана Демирела.
Сезер се заклео на одбрану турских верских институција, социјалног мира и територијалног интегритета по сваку цену. Горљиви заговорник превласти закона и демократизације једном приликом је рекао: „Уколико не одбацимо елементе који карактеришу полицијску државу, не можемо удовољити захтевима које има једно модерно друштво“. Такође је обећао борбу против корупције, наглашавајући да нико није изнад закона, те је захтевао да се уложе већи напори како би се убрзао улазак земље у Европску унију.
Председнички мандат му је завршио 16. маја 2007, али пошто се Велика народна скупштина до тада још увек није договорила око његовог наследника, функцију је обављао до 28. августа, када га је наследио Абдулах Гул.